# 1168 w polityce
Wydarzenia polityczne w 1168 roku.

## Wydarzenia
- 15 czerwca - w nocy z 15 na 16 czerwca koalicyjna armia duńsko-pomorsko-obodrycka zdobywa obleganą Arkonę i zmusza Ranów do wyrzeczenia się pogaństwa i zapłaty trybutu[1].
- Pokój bizantyńsko-węgierski[2].

## Zmarli
- Paschalis III, antypapież[3].